# Umingmaktok
| Umingmaktok Umingmaktuuq ᖁᕐᓗᖅᑐᖅ            |                       |
| Umingmaktok vista através da Baía de Chimo |                       |
| Coordenadas: 67°41′56"N, 107°55′27"O       |                       |
| Território                                 | Nunavut               |
|                                            |                       |
| Área                                       |                       |
| - Cidade                                   | 100,28 km², 38,72 mi² |
| Altitude                                   | 0 m, 0 ft             |
| Fuso horário                               | UTC -7/-6             |
| População (2006)                           |                       |
| - Cidade                                   | 0                     |
| - Densidade                                | 0 hab/km², 0 hab/mi²  |

A comunidade de Umingmaktok está localizada na região de Kitikmeot em Nunavut, Canadá. A comunidade é conhecida como Bay Chimo e o povo inuit se refera a localidade como Umingmaktuuq.
Situada em um antigo local de trabalho da Companhia da Baía Hudson, ele foi formada por famílias inuit, que queriam uma vida mais tradicional.
No censo feito em 1996, havia 51 pessoas morando em Umingmaktok. Já em 2006, a população da cidade era em torno de 0 a 25 habitantes, em oposição aos 5 que existiam em 2001. Mas pesquisas recentes dizem que algumas famílias retornaram a comunidade.
Com menos de 50 habitantes, Umingmaktok é um dos povoados mais escassos de Nunavut. O povoado não possui eletricidade, só a gerada sob gerador e a comunicação com o exterior é feita via satélite.
O povoado é dividido ao meio, de um lado a antiga Companhia da Baía Hudson e do outro as permanentes casa das famílias.